# Zapiecki
Zapiecki [pronunciación en polaco: /zaˈpjɛt͡ski/] es un pueblo ubicado en el distrito administrativo de Gmina Pomiechówek, dentro del condado de Nowy Dwór, Voivodato de Mazovia, en el centro-este de Polonia. Se encuentra a unos 10 kilómetros al este de Brody-Parcele (el asiento de gmina), a 16 kilómetros al noreste de Nowy Dwór Mazowiecki, y a 34 kilómetros al norte de Varsovia.